# Дёллен, Вильгельм Карлович
Вильге́льм (Васи́лий) Ка́рлович Дёллен (нем. Johann Heinrich Wilhelm Doellen; 13 [25] апреля 1820, Митава — 4 [16] февраля 1897, Юрьев) — российский астроном, член-корреспондент Петербургской академии наук (1871). Тайный советник.

## Биография
Родился 13 (25) апреля 1820 года в Митаве. В 1839 году окончил Императорский Дерптский университет, где с 1837 года учился на отделении физико-математических наук; был учеником В. Я. Струве.
В 1839—1844 годах был помощником директора Дерптской обсерватории.

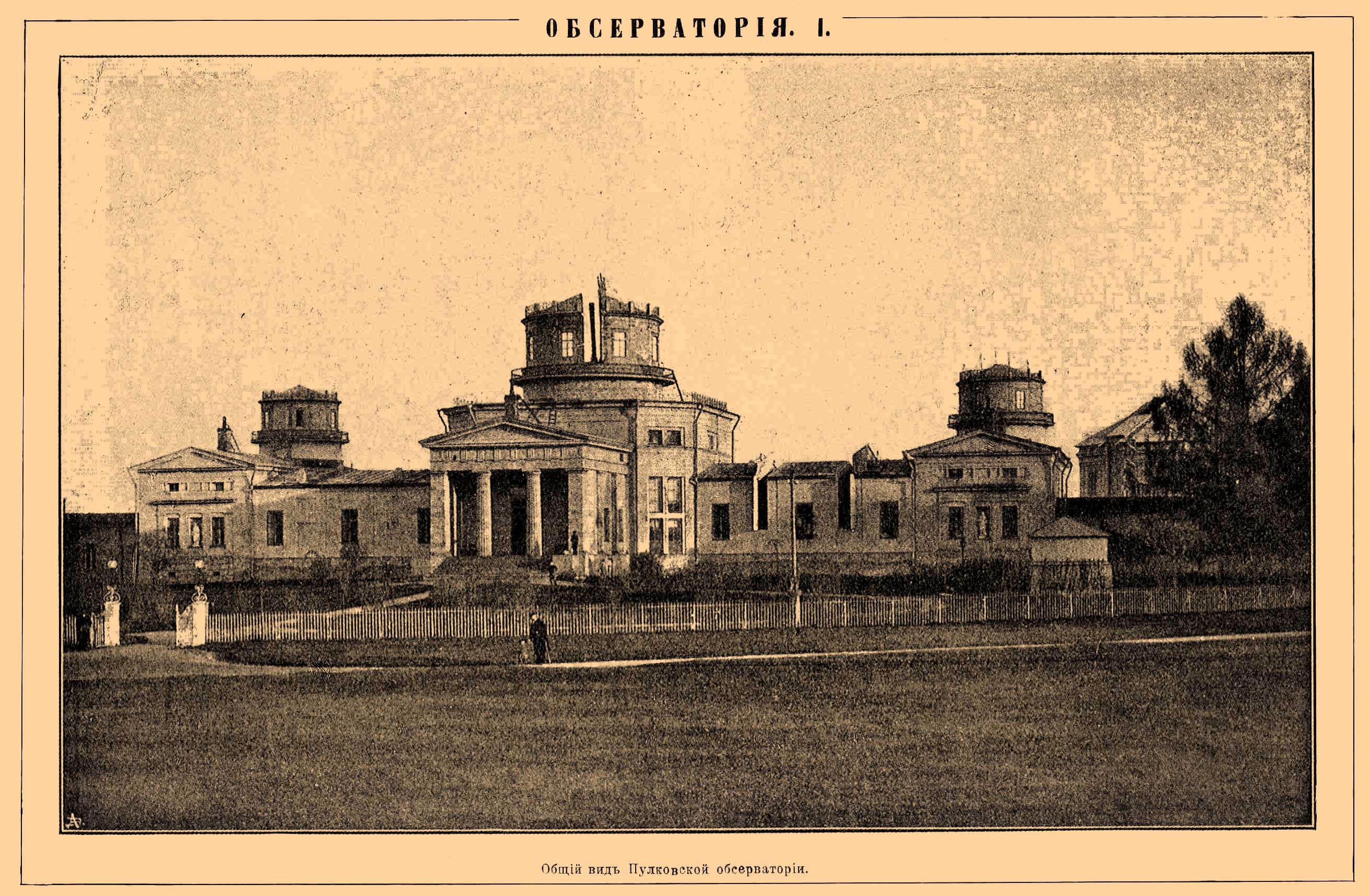
Пулковская обсерватория

В 1844 году получил степень кандидата университета и до 1890 года работал в Пулковской обсерватории в качестве астронома-наблюдателя (в 1844—1847 годах — внештатный астроном; в 1847—1858 годах был также помощником директора). В 1853 году получил степень магистра в Санкт-Петербургском университете.
Разработал способ определения времени переносным пассажным инструментом, установленным в вертикале Полярной звезды. Усовершенствовал отражательные инструменты для наблюдений на море («Vorschläge zu einer weiteren Vervollkommung der Spiegelinstrumente» // «Бюллетен. Спб. Акад. наук». — Т. 12. — 1868) и базисные приборы для сухопутных геодезических работ («Der Jäderin'sche Basisapparat» // «Отчет Пулковской обсерватории» за 1886 г.).
Был произведён 1 января 1870 года в действительные статские советники. С 29 декабря 1871 года — член-корреспондент Петербургской академии наук; в 1872 году был избран членом Американской академии искусств и наук.
Принимал деятельное участие в разных учёных экспедициях, снаряжаемых обсерваторией; прохождение Венеры по диску Солнца в 1874 году он наблюдал в Фивах, в Египте, с немецкими и английскими астрономами. Состоял совещательным астрономом военного и морского министерств с 1862 по 1890 год; в 1856—1868 годах преподавал астрономию и геодезию офицерам академии Генерального штаба и Морской академии.
В 1882 году за изобретение геодезических приборов и постоянное содействие в снаряжении экспедиций Русского географического общества оно наградило его золотой медалью им. Ф. П. Литке. С 15 мая 1883 года состоял в чине тайного советника.
В 1890 году вышел в отставку и поселился в Юрьеве, где и скончался 4 (16) февраля 1897 года.
Был награждён орденами: Св. Владимира 3-й ст. (1867), Св. Станислава 1-й ст. (1873), Св. Анны 1-й ст. (1880), а также турецким орденом Османие 2-й ст. (1875).

## Семья
Был женат с 30 декабря 1848 года на дочери своего учителя Шарлотте-Марии-Вильгемине Струве (18.05.1824—30.10.1894, Дерпт). Их сын, родившийся в Пулково, Вильгельм (1855—?) — был заведующим аптекой в Минске, затем — под Петербургом.